# レニー・ハーリン
レニー・ハーリン（Renny Harlin、Renny Lauri Mauritz Harjola、1959年3月15日 - ）は、フィンランド出身の映画監督、映画プロデューサー。アクション映画を得意とする事で有名。

## 略歴
1959年、フィンランドのリーヒマキで生まれる。父は医師、母は看護婦。
ヘルシンキ大学で学んだ。フィンランドでテレビや映画を監督した後、アメリカに渡り、『エルム街の悪夢4 ザ・ドリームマスター 最後の反撃』を監督。この作品のヒットにより、1990年公開のブルース・ウィリス主演の大ヒットシリーズ第2作『ダイ・ハード2』の監督に抜擢された。また、1993年公開のシルベスター・スタローン主演のヒット作『クリフハンガー』の監督も務め、その後『ドリヴン』でもスタローンとタッグを組んでいる。1999年公開の『タイムトラベラー きのうから来た恋人』には製作として参加した。
2000年代には『5デイズ』『ディアトロフ・インシデント』など、実話を元にした作品を手掛けている。
2014年、『ザ・ヘラクレス』を監督したが、「大人が作った作品とは思えない」「映画史に残る失敗作」などの酷評が相次いだ。

### 私生活
1993年に女優のジーナ・デイヴィスと結婚。『カットスロート・アイランド』や『ロング・キス・グッドナイト』では彼女をメイン・キャストに起用したが、1998年に離婚した。

## 監督作品
- 死線からの脱出 Born American（1985）
- プリズン Prison（1987）
- エルム街の悪夢4 ザ・ドリームマスター 最後の反撃 A Nightmare On Elm Street 4: The Dream Master（1988）
- フォード・フェアレーンの冒険 The Adventures of Ford Fairlane（1990）
- ダイ・ハード2 Die Hard 2: Die Harder（1990）
- クリフハンガー Cliffhanger（1993）
- カットスロート・アイランド Cutthroat Island（1995）
- ロング・キス・グッドナイト The Long Kiss Goodnight（1996）
- ディープ・ブルー Deep Blue Sea（1999）
- ドリヴン Driven（2001）
- エクソシスト ビギニング Exorcist: The Beginning（2004）
- マインドハンター Mindhunters（2004）
- レニー・ハーリン コベナント 幻魔降臨 The Covenant（2006）
- ザ・クリーナー 消された殺人 Cleaner（2007）
- 12 ラウンド 12 Rounds（2009）
- 5デイズ 5 Days of War（2011）
- ディアトロフ・インシデント Devil's Pass / The Dyatlov Pass Incident（2013）
- ザ・ヘラクレス The Legend of Hercules（2014）
- スキップ・トレース Skiptrace/絶地逃亡（2016）
- ソード・オブ・レジェンド 古剣奇譚 古剣奇譚之流月昭明（2018）
- ハード・ナイト 沈黙的証人（2019）
- ザ・ミスフィッツ The Misfits（2021）
- ブリックレイヤー The Bricklayer（2024）
- Black Tides（TBA）

## 参照
1. ↑  Renny Harlin Biography (1959-)
2. ↑  “‘The Legend of Hercules’ completely myths the mark: Movie review”. 2014年1月12日閲覧。
3. ↑  “‘The Legend of Hercules,’ Half star”. 2014年1月12日閲覧。